# بايو الثانية (أوزارك)
بايو الثانية هي بلدة غير نشطة في مقاطعة أوزارك في ولاية ميزوري.
سُمّيت باسم جدول داخل حدودها.